# Grivița (Ialomița megye)
Grivița község és falu Ialomița megyében, Munténiában, Romániában. A hozzá tartozó település: Smirna.

## Fekvése
A megye középső részén található, a megyeszékhelytől, Sloboziatól, huszonnégy kilométerre északra.

## Lakossága
| Nemzetiségek | 2002 * | 2002 * |
| ------------ | ------ | ------ |
| Románok      | 7091   | 99,77% |
| Romák        | 9      | 0,12%  |
| Magyarok     | 2      | 0,02%  |
| Olaszok      | 2      | 0,02%  |
| Németek      | 1      | 0,01%  |
| Lipovánok    | 1      | 0,01%  |
| Törökök      | 1      | 0,01%  |
| Összesen     | 7107   | 100,0% |

* Traian község lakosságával együtt.